# Isla Raine

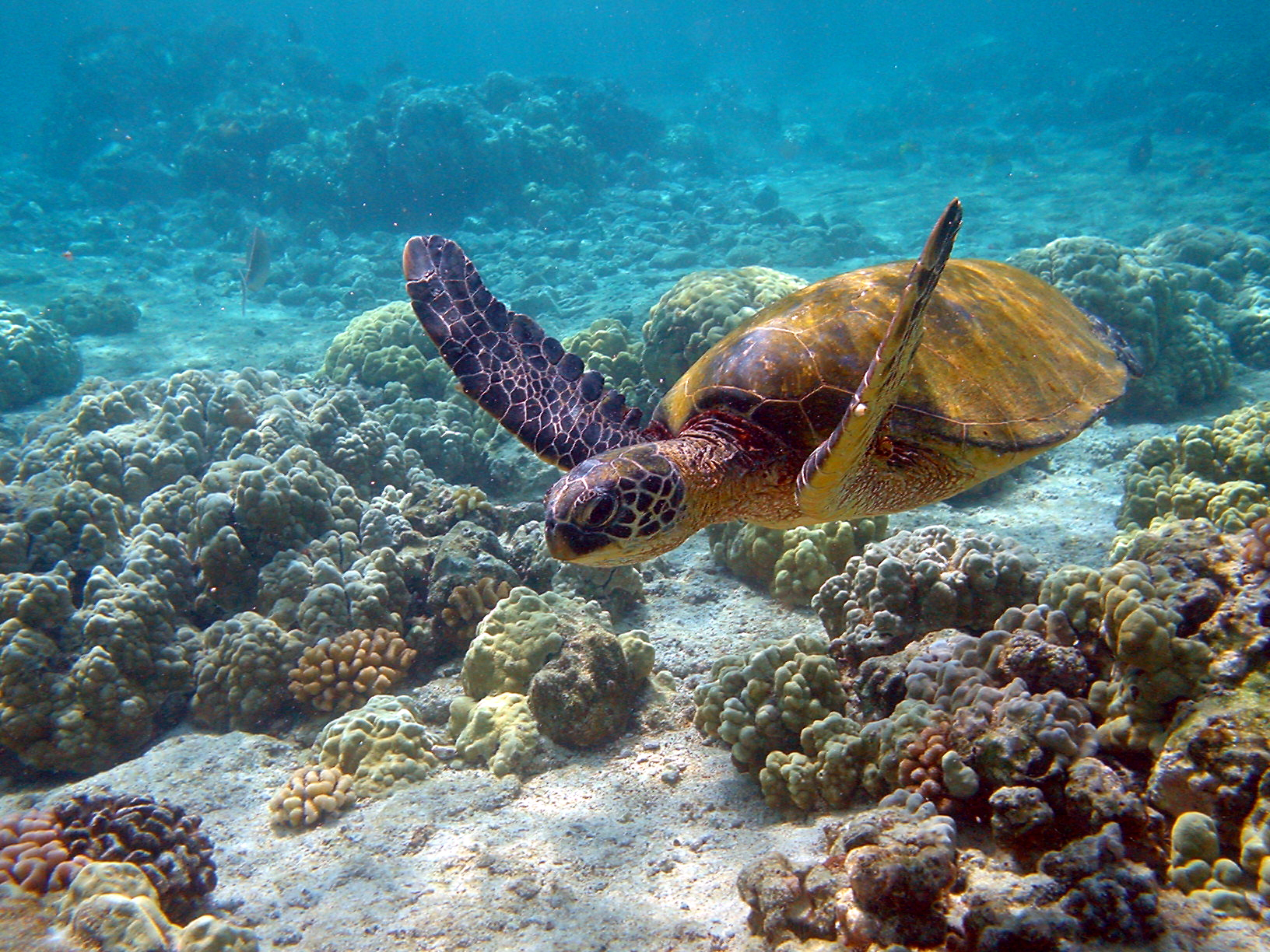
Una Tortuga Verde de la isla Raine alberga la población más grande de estas criaturas de mar en el mundo.

La Isla Raine es un cayo de coral que tiene 32 hectáreas en total y está situada sobre los bordes externos de la Gran Barrera de Coral, aproximadamente 620 kilómetros al noroeste de Cairns, Queensland, Australia,  y aproximadamente 120 kilómetros al nordeste de  Cabo Grenville, Península del Cabo York La isla Raine es el sitio de la estructura Europea más antigua en toda la Australia tropical, un faro de piedra construido en 1844, y tiene la población líder mundial restante más grande  de  Tortuga verde(Chelonia mydas). Se ha visto en la isla petreles Trinidad.

## Geografía
La Isla Raine es un cayo de coral con baja vegetación herbácea anual. El cayo está compuesto de un corazón central de roca de fosfato rodeada por arena y arrecifes de coral extensos.  
La isla tiene una especial importancia como lugar de cría de aves marinas  sitio en el que hacen escala. Es considerado como el sitio de cría de aves marinas tropicales más significativo de la Gran Barrera de Coral. La isla Raine es el área de anidación más grande y más importante de la tortuga verde de mar  en el mundo, con hasta 14,000 tortugas que pueden anidar sobre el pequeño cayo de arena de coral en una noche. Las aguas que rodean Raine son tan activas que pueden ser divisadas hasta 250 tortugas durante una hora en el agua. Un icono ambiental importante, la isla  está totalmente protegida del acceso humano. 
Raine está justo en el borde Este de la plataforma continental, al lado de un canal de transporte conocido como la Entrada de Isla Raine y la entrada Pandora. La entrada es la puerta abre paso a la Gran Barrera de Coral. 

## Historia
Más de treinta naufragios puede ser encontrados en las costas y las playas de la Isla Raine. Tales barcos incluyen el HMS Pandora, un navío que en 1791 estuvo implicado en la captura de un grupo de amotinados del Bounty.  Además de ser un santuario de Tortugas verdes populoso, la isla Raine tiene una cantidad enorme de aves marinas, ascendiendo a quizás la colonia de aves marinas más significativa de toda la Gran Barrera de Coral.
El faro de piedra que reside en la Isla Raine fue construido por el trabajo de presidiarios  en 1844, sobre las órdenes del Almirantazgo británico. Esto es la estructura europea más vieja en los trópicos australianos. La piedra usada en la construcción del faro fue sacada de reservas de fósforo encontradas en la misma isla, la madera fue salvada de naufragios y cáscaras  de coco quemadas para hacer la cal para el mortero. La estructura se completó en un período de cuatro meses.
El faro nunca fue encendido, pero era visible a una distancia de 13 millas náuticas (24 km) de la isla. El tiempo ha dañado la estructura gravemente, minando  la piedra que se ha empezado a inclinar. El clima áspero y otros factores  han contribuido a la erosión del faro. En 1994, el faro se comenzó a restaurar de forma parcial,  mediante la Corporación  de la isla Raine que hizo un esfuerzo para reparar y proteger el faro de los relámpagos. Posteriormente, concedieron un Premio John Herbert a la Corporación de Isla Raine por los Trabajos de Conservación de Herencia o Acción para su trabajo en el mantenimiento del monumento. El faro es considerado uno de los monumentos históricos más importantes para los marineros de la Gran Barrera de Coral. Está catalogado sobre el el Registro de Herencia Estatal y el Registro de Mancomunidad Británica del Estado Nacional.
La Corporación de Isla Raine es una autoridad oficial autofinanciada establecida bajo los auspicios del Meaker Trust (Raine Island Research) bajo el Acta 1981. Los objetivos de la Corporación son  promover la investigación en la isla, y asegurar la preservación y la protección de la misma, además de los recursos de herencia naturales y culturales de la Isla Raine, Moulter Cayo Maclennan   y los mares circundantes.

## Lectura adicional
- Raine Island National Park (Scientific) Management Statement 2006-2016

- Datos: Q978252